# باسکاندی
باسکاندی (به انگلیسی: Banskandi) یک روستا در هند است که در Cachar district واقع شده‌است.

## خصوصیات
باسکاندی ۲۳ متر بالاتر از سطح دریا واقع شده‌است.